# پایگاه هوایی کویرس
پایگاه هوایی کویرس (به عربی: قاعدة كويرس الجوية العسكرية) یک پایگاه هوایی و هوانوردی نظامی واقع در استان حلب است. این پایگاه در ۳۰ کیلومتر شرق شهر حلب قرار دارد.